# Хермесы (род)

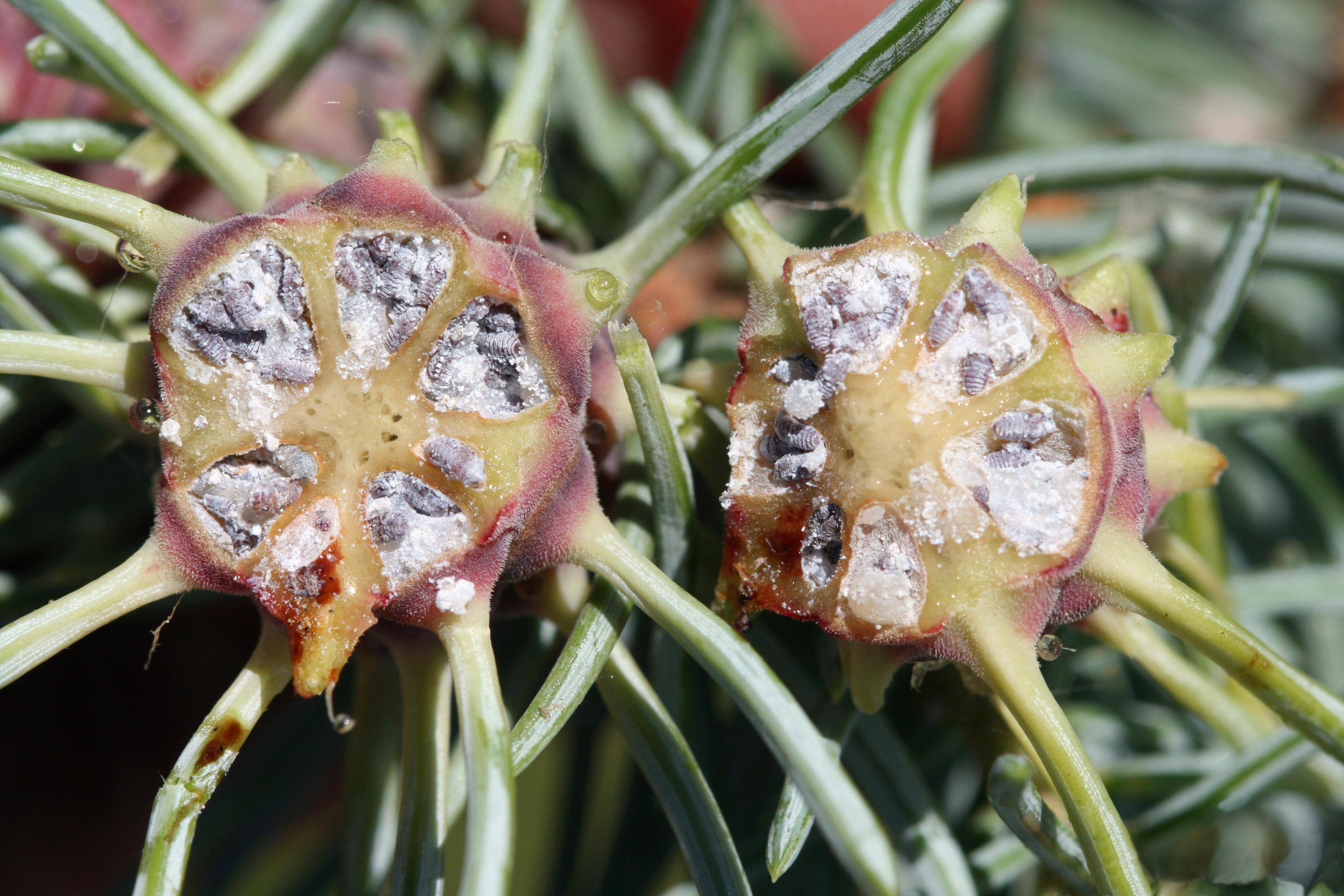
Adelges cooleyi

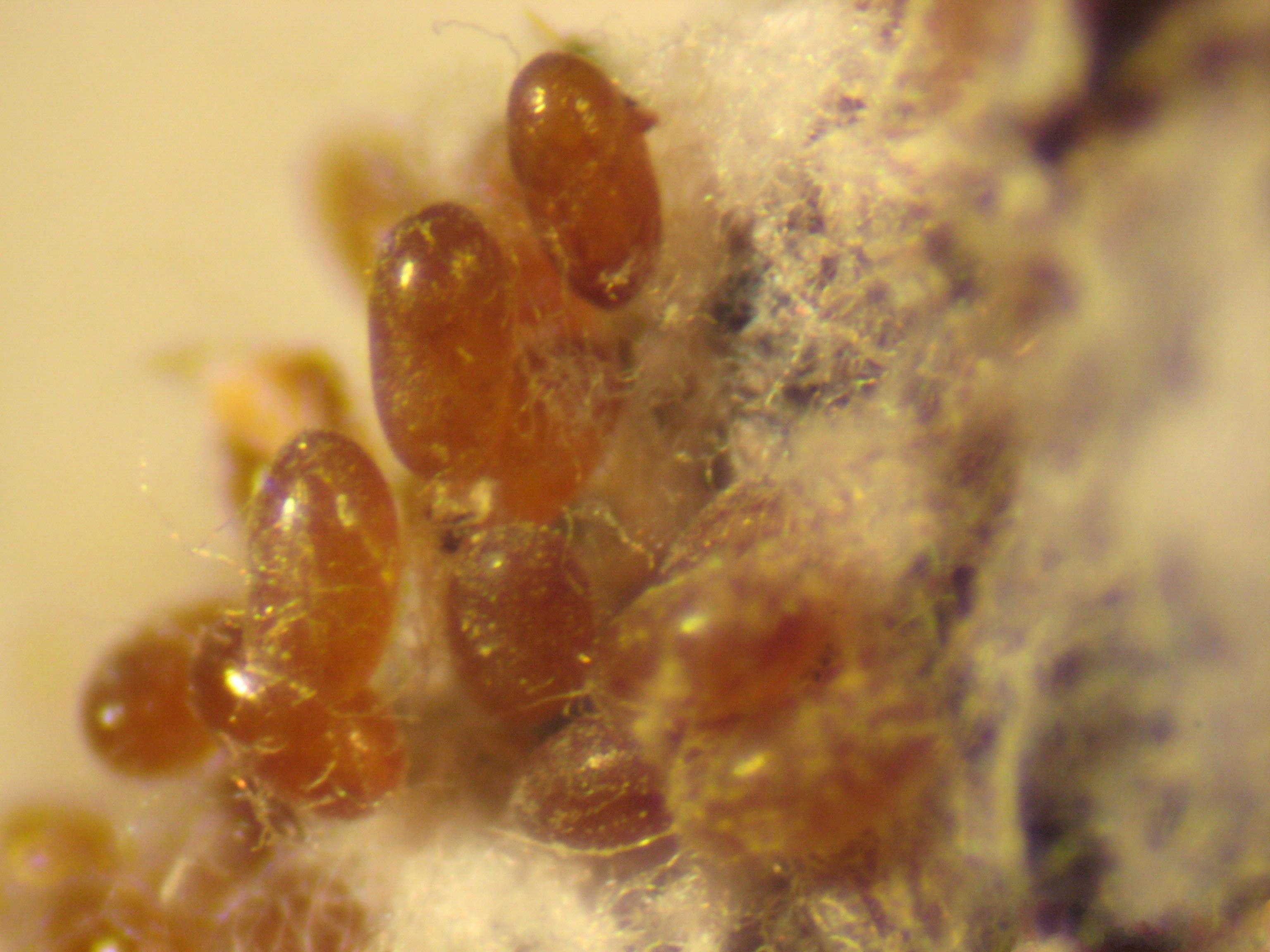
Яйца Adelges tsugae

Хермесы (лат. Adelges) — род тлей из семейства Adelgidae. Голарктика. Питается хвойными.

## Описание
Мелкие насекомые желтовато-зелёного цвета, длина около 2 мм.
Ассоциированы с различными хвойными растениями: Picea, Abies, Larix, Pseudotsuga и Tsuga. Диплоидный набор хромосом 2n=22 (Adelges cooleyi). Старое имя Chermes Linnaeus, 1758 было заменено на Adelges Vallot, 1936 по таксономическим причинам.

## Классификация
Род разделяют на 7 подродов:
- подрод Adelges Vallot, 1836
  - Adelges aenigmaticus Annand, 1928
  - Adelges geniculatus (Ratzeburg, 1844)
  - Adelges isedakii Eichhorn in Eichhorn and Carter, 1978
  - Adelges japonicus (Monzen, 1929)
  - Adelges karamatsu Inouye, 1945
  - Хермес ранний еловый (Adelges lapponicus (Cholodkovsky, 1889))
  - Adelges ariciatus (Patch, 1909)
  - Хермес ранний елово-лиственничный (Adelges laricis Vallot, 1836)
  - Хермес поздний елово-лиственничный (Adelges tardoides (Cholodkovsky, 1911))
  - Поздний еловый хермес (Adelges tardus (Dreyfus, 1888))
- подрод Annandina Favret et al., 2015
  - Adelges tsugae Annand, 1924
- подрод Aphrastasia Börner, 1909
  - Хермес бурый елово-пихтовый (Adelges pectinatae (Cholodkovsky, 1888))
- подрод Cholodkovskya Börner, 1909
  - Adelges oregonensis Annand, 1928
  - Хермес зеленоватый (Adelges viridanus (Cholodkovsky, 1896))
  - Adelges viridulus (Cholodkovsky, 1911)
- подрод Dreyfusia Börner, 1908
  - Adelges joshii (Schneider-Orelli & Schneider, 1959)
  - Adelges knucheli (Schneider-Orelli & Schneider, 1954)
  - Adelges merkeri (Eichhorn, 1957)
  - Adelges nebrodensis (Binazzi and Covassi 1991)
  - Хермес кавказский елово-пихтовый (Adelges pectinatae (Eckstein, 1890))
  - Хермес коровый пихтовый (Adelges piceae (Ratzeburg, 1844))
  - Adelges pindrowi Yaseen and Ghani, 1971
  - Хермес прелли (Adelges prelli (Grosmann, 1935))
  - Adelges schneideri (Börner, 1931)
  - Adelges todomatsui (Inouye, 1945)
- подрод Gilletteella Börner 1930
  - Adelges cooleyi (Gillette, 1907)
  - Adelges coweni (Gillette, 1907)
  - Adelges glandulae (Zhang in Zhang et al., 1980)
- подрод Sacchiphantes Curtis, 1844
  - Хермес жёлтый (Adelges abietis (Linnaeus, 1758))
  - Adelges diversis Annand, 1928
  - Adelges karafutonis Kono and Inouye, 1938
  - Adelges kitamiensis (Inouye, 1963)
  - Adelges roseigallis (Li and Tsai, 1973)
  - Adelges segregis (Steffan, 1961)
  - Adelges torii (Eichhorn in Eichhorn & Carter, 1978)
  - Хермес зелёный (Adelges viridis (Ratzeburg, 1843))